# Carl Gustaf Spens (militär)
Carl Gustaf Spens, född 3 oktober 1792 på Salnecke i Uppland, död 24 februari 1844 i Stockholm, var en svensk greve, militär och riksdagsman. 

## Biografi
Carl Gustaf Spens föräldrar var lagmannen greve Carl Gustaf Spens och grevinnan Ulrika Eleonora Falkenberg. Sedan Spens 1812 i Uppsala blivit filosofie magister, ingick han som underlöjtnant vid Fältmätningsbrigaden och deltog 1814 i fälttåget mot Norge. Därefter genomförde han omfattande och viktiga bas- och triangelmätningar, på vilka svenska kartväsendet grundades samt skapade 1815 en ny metod för kartprojektioner. Spens blev 1817 befordrad till löjtnant och utnämndes 1823 till kapten och blev, efter att ifrån 1836 ha varit major i armén, 1843 major i Topografiska kåren. Spens blev 1817 ledamot av Vetenskapsakademien och Krigsvetenskapsakademien.
Vid riksdagarna, deltog han samvetsgrant från 1818 och drev frågor med stort intresse och omsorg. Vid två riksdagar, däribland den stormiga 1840–1841, insattes han som ledamot i konstitutionsutskottet och rönte där, och i sin övriga frisinnat inriktade riksdagsmannaverksamhet stor uppmärksamhet.
Han gifte sig 1818 med Dorotea Elisabet Cronacker (1798–1868) och blev far till Harald Spens. De  är alla begravda på Vånga nya kyrkogård i Östergötland.